# Kei Miller

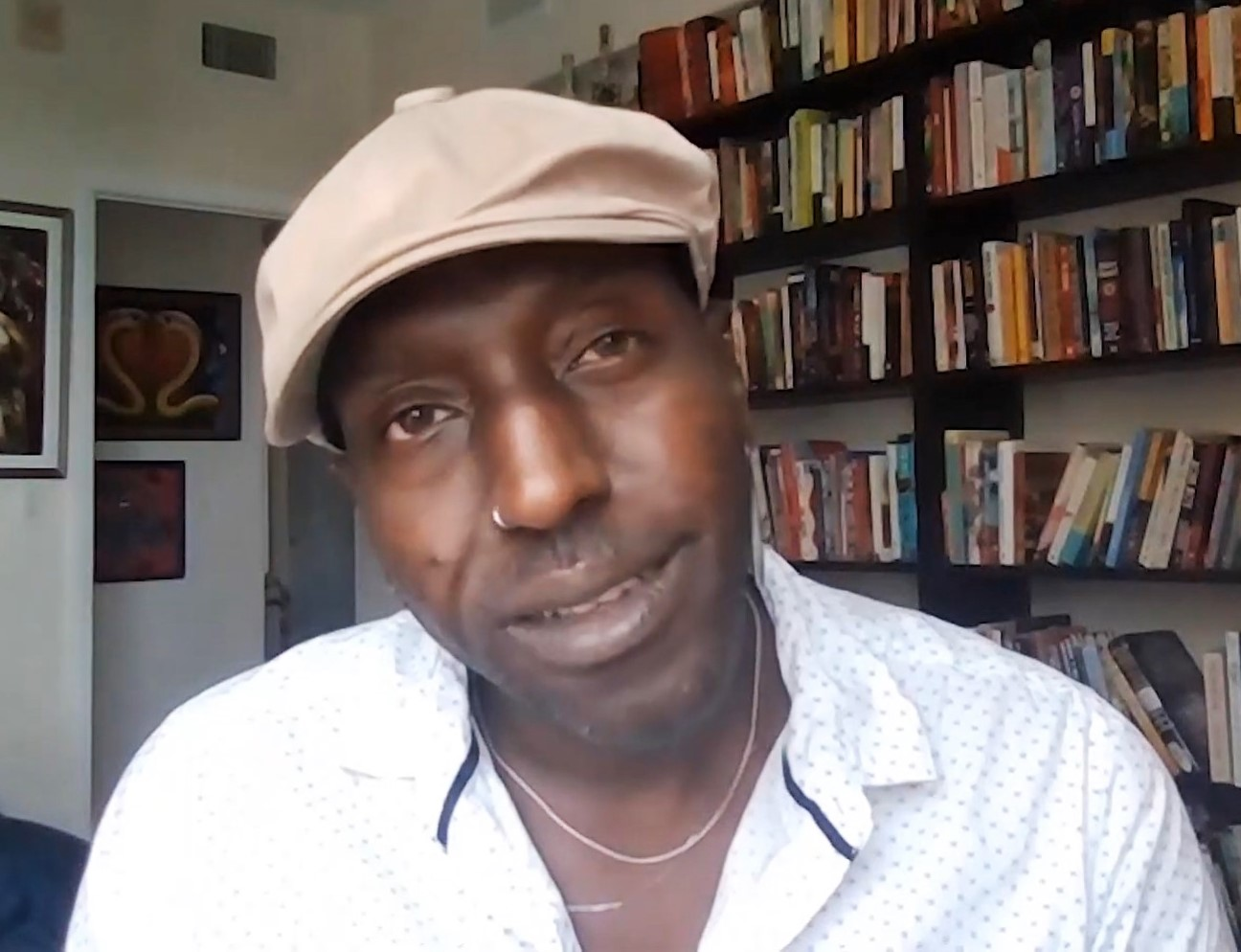
Kei Miller (2022)

Kei Miller FRSL (* 24. Oktober 1978 in Kingston) ist ein jamaikanischer Dichter, Schriftsteller und Literaturwissenschaftler.

## Leben und Werk
Miller wurde 1978 in Kingston auf Jamaika geboren. Er wuchs in einer literarisch interessierten Familie auf; sein Großvater war Journalist gewesen und hatte sich als Schriftsteller versucht. Miller entdeckte die Lyrik für sich, als er während seines Studiums an der University of the West Indies per Zufall einen Kurs in Creative Writing Poetry besuchte. Das dortige Studium der Anglistik beendete er ohne Abschluss. Stattdessen setzte er seine universitäre Ausbildung an der Manchester Metropolitan University fort. In England bestritt er seinen Lebensunterhalt mit Poetry-Slam; 2004 gewann er die Stadtmeisterschaft von Manchester. An der Universität Manchester kam er derweil in Kontakt mit dem Dichter Michael Schmidt, der ihn bestärkte, eine Karriere als Schriftsteller zu beginnen. Ein Jahr später erhielt er die Möglichkeit zu einem Aufenthalt in der US-amerikanischen Künstlerkolonie Yaddo. Nachdem er in Manchester einen Master in Creative Writing erhalten hatte, begann er eine Promotion in Anglistik an der University of Glasgow. Für seine Dissertation zu Briefromanen in der karibischen Literatur erhielt er den akademischen Grad des Ph.D. Seitdem ist er als Literaturdozent an britischen und US-amerikanischen Universitäten tätig. Unter anderem lehrte er an seiner Alma Mater in Glasgow. 2017 übernahm er eine Professur am Anglistikdepartment der University of Exeter, seit 2021 ist er Professor an der University of Miami. Miller lebt in London.
Miller verfasst sowohl Prosa als auch Lyrik als auch Sachtexte. 2006 veröffentlichte er unter dem Titel The Fear of Stones and Other Stories seine erste Kurzgeschichtensammlung, die in der Sektion Karibik / Kanada für einen Commonwealth Writers’ Prize in der Kategorie Debütwerk nominiert wurde. Parallel erschienen 2005 und 2007 seine ersten beiden Gedichtbände; gleichzeitig erhielt er ein Stipendium für Schriftsteller von der University of Iowa. 2008 erschien sein Debütroman The Same Earth; weitere Veröffentlichungen in all jenen Genres folgten in den nächsten Jahren. 2014 erhielt er für seinen vierten Gedichtband The Cartographer Tries to Map a Way to Zion den prestigeträchtigen Forward Poetry Prize. Der Gedichtband handelt von einem Streitgespräch zwischen einen kolonialistischen Kartographen und einem gelehrten Rastafari, der „einen anderen Weg, die Welt zu verstehen,“ vorlebt als der „rationale“ Kartograph. Im gleichen Jahr wurde er von der Poetry Book Society in die Liste der Next Generation Poets von aufstrebenden Lyrikern aufgenommen. Für seinen Roman Augustown erhielt er 2017 den OCM Bocas Preis für karibische Literatur. Daneben veröffentlichte Miller auch mehrere Essaysammlungen und publizierte als Literaturwissenschaftler verschiedene akademische Texte. 2007 gab er die Anthologie New Caribbean Poetry heraus. Ebenso fungierte er als Herausgeber der Heinemann Caribbean Writers Series. Ferner betreibt er unter dem Namen Under the Saltire Flag einen eigenen Blog, auf dem er kurze Essays veröffentlicht.
Millers Werk setzt sich primär mit der Karibik und Themen von „race, Identität und Immigration“ auseinander. Oftmals handeln seine Texte vom Leben auf Jamaika, wobei Miller weniger die Bevölkerungszentren, sondern hauptsächlich den ländlichen Raum der Insel in den Mittelpunkt seines Werkes stellt. So porträtierte Millers Debütroman The Same Earth das Leben der Imelda Richardson, einer jungen Jamaikanerin aus einem kleinen Dorf, die ins Vereinigte Königreich auswandert und dort Juristin wird, ehe sie in ihre alte Heimat zurückkehrt, wo ihr Lebensentwurf mit jenen der Dorfbewohner kollidiert. Das Buch beschäftigt sich mit dem Motiv der Freiheit, verkörpert durch Richardson, und den „Gegensätze[n]“ von „Religion und Aberglaube, Glaube und Furcht“. Laut Kevin Le Gendre, der das Werk im britischen Independent rezensierte, habe Miller mit dem Roman bewiesen, dass er ein „ernstzunehmendes, aufstrebendes Talent“ in der Literaturwelt sei. Millers Roman Augustown aus dem Jahr 2016 handelte in vergleichbarer Weise vom Leben der Bewohner des kleinen jamaikanischen Dorfes Augustown und sezierte das Verhältnis zwischen Wissenschaft und Kolonialismus einerseits und der Religion der Dorfbewohner – Rastafari – andererseits. Auch der jamaikanische Prediger Alexander Bedward wird in dem Buch thematisiert. 2019 setzte sich Miller in seinem Lyrikband In Nearby Bushes mit Rassismus, Gender, Religion und den Schattenseiten des Lebens auf Jamaika auseinander. 2021 beschäftigte er sich in dem Essayband Things I Have Withheld mit der „Intersektionalität zwischen race, sex, gender, dem Körper, Zugehörigkeit und die jeweils begleitende Stille“, so Sean Weaver, der Miller „als einen der profiliertesten jamaikanischen Schriftsteller seiner Generation“ beschrieb.

## Ehrungen
- 2002: Jamaica Observer Literary Prize in den Kategorien Fiction und Poetry[4]
- 2009: Musgrave-Medaille in Silber des Institute of Jamaica[7]
- 2014: Forward Poetry Prize in der Kategorie Best Collection für The Cartographer Tries to Map a Way to Zion[3]
- 2014: OCM Bocas Preis für karibische Literatur in der Kategorie Non-fiction für Writing Down the Vision: Essays and Prophecies[13]
- 2017: OCM Bocas Preis für karibische Literatur im Hauptpreis sowie in der Kategorie Fiction für Augustown[13]
- 2017: Prix Carbet de la Caraïbe et du Tout-Monde für die französische Übersetzung von Augustown[9]
- 2018: Prix Les Afriques für die französische Übersetzung von Augustown[14]
- 2018: Anthony N Sabga Caribbean Awards for Excellence in der Kategorie Arts and Letters[9]
- 2018: Fellow der Royal Society of Literature (FRSL)[15]
- 2021: Cholmondeley Award[16]
- 2022: OCM Bocas Preis für karibische Literatur in der Kategorie Non-fiction für Things I Have Withheld[13]

## Werke
Lyrik
- Kingdom of Empty Bellies. Heaventree Press, Coventry 2005, ISBN 0-9548811-2-5.
- There Is an Anger That Moves. Carcanet Press, Manchester 2006, ISBN 1-85754-945-7.
- A Light Song of Light. Carcanet Press, Manchester 2010, ISBN 978-1-84777-103-2.
- The Cartographer Tries to Map a Way to Zion. Carcanet Press, Manchester 2014, ISBN 978-1-84777-267-1.
- In Nearby Bushes. Carcanet Press, Manchester 2019, ISBN 978-1-78410-845-8.

Prosa
- The Same Earth. Weidenfeld & Nicholson, London 2008, ISBN 978-0-7538-2311-8.
- The Last Warner Woman. Weidenfeld & Nicholson, London 2010, ISBN 978-1-56689-295-7.
- Augustown. Weidenfeld & Nicholson, London 2016, ISBN 978-1-4746-0361-4.

Essays
- Writing Down the Vision: Essays & Prophecies. Peepal Tree Press, Leeds 2013, ISBN 978-1-84523-228-3.
- Things I Have Withheld. Grove Press, New York City 2021, ISBN 978-0-8021-5895-6.

Kurzgeschichten
- Fear of Stones and Other Stories. Macmillan Caribbean, London 2006, ISBN 1-4050-6637-7.

Herausgeberschaften
- New Caribbean Poetry: An Anthology. Carcanet Press, Manchester 2007, ISBN 978-1-85754-941-6.